# تویوتا ای کام
تویوتا ای کام (انگلیسی: Toyota eCom یک وسیلهٔ حمل و نقل الکتریکی، محصول شرکت تویوتا بود که برای اولین بار در نمایشگاه توکیو موتور شو به نمایش درآمد.
قضیه از این قرار بود که ای کام قرار نبود فقط یک ماشین کوچک باشد، اما این ماشین قابل دسترس برای هرکسی که یک کارت ویژه الکترونیکی (به جای سویچ) داشت بود، (این کار برای ترویج هم‌سفری بود). این ماشین در سه رنگ موجود بود: سفید با حاشیه‌های آبی، طلایی با حاشیه‌های آبی و سفید با حاشیه‌های سبز-آبی. پنجاه عدد از تویوتا ای کام در تویوتا، آیچی ساخته شد. سی تا از آن هنوز در دانشگاه کالیفرنیا، ارواین استفاده می‌شود.
و شرکای دیگر برای نشان دادن استفاده مشترک از اتومبیل‌های برقی با استفاده از ای کام،  ساخت تویوتا ۲-پسنجرز که یک اتوموبیل الکتریکی شخصی بود را ساختند. این ماشین در کنار پارک تحقیقاتی دانشگاه ساخته شد. نام این طرح «آزمایشگاه قدرت زندگی» نام داشت. سوخت این ماشین از پیل سوختی و یک شبکه برق میکرو برای توزیع برق تأمین می‌شد. این ماشین مدت کوتاهی مورد استفاده ناوگان الکتریکی حمل و نقل بود.
طولی نکشید که ای کام و ماشین‌های نظیر آن به دلیل مشکلات مالی از صف تولید تویوتا خارج شدند. این خودرو نماد پیشرو خودروهای هیبریدی شناخته می‌شود. تویوتا پریوس دنباله روی این خودرو است.